# Eritrichium
Eritrichium es un género de plantas con flores perteneciente a la familia Boraginaceae. Comprende 294 especies descrita y de estas solo 71 aceptadas.

## Descripción
Son  plantas cespitosas, a veces leñosa en la base, y perennes. Las flores, pentámeras, están dispuestos en inflorescencias terminales, por lo general la mayoría sin brácteas . La corola, que puede ser de un color violeta, azul, o blanco, es un tubo corto. Las frutas son nuececillas ovoides o cornete triangular (cono invertido), lisa o con tubérculos.

## Taxonomía
El género fue descrito por  Schrad. ex Gaudin y publicado en Commentationes Societatis Regiae Scientiarum Gottingensis Recentiores 4: 186. 1819. La especie tipo es: Eritrichium nanum (Vill.) Schrad. ex Gaudin. 

## Especies seleccionadas
- Eritrichium acaule
- Eritrichium acicularum
- Eritrichium affine
- Eritrichium afganicum
- Eritrichium aktonense